# Hawar Kilis
Hawar Kilis (tiếng Ả Rập: حوار كلس, đã Latinh hoá: Ḥāwār Keles, tiếng Thổ Nhĩ Kỳ: Havar Kilis or Havar), đánh vần là Hiwar Kalas, là một ngôi làng ở phía bắc tỉnh Aleppo, tây bắc Syria. Nó nằm giữa Azaz và obanbey <i id="mwFA">(al-Rai)</i>, trên đồng bằng Queiq, khoảng 45 kilômét (28 mi) về phía bắc thành phố Aleppo và chỉ 2 km (1,2 mi) phía nam biên giới với tỉnh Kilis của Thổ Nhĩ Kỳ.
Ngôi làng hành chính thuộc về Nahiya Sawran ở quận Azaz. Các địa phương lân cận bao gồm İğde <i id="mwHg">(Zayzafun)</i> 3 km (1,9 mi) về phía tây và Barak Atlı <i id="mwIQ">(Baraghida)</i> 3 km (1,9 mi)     về phía nam. Trong cuộc điều tra dân số năm 2004, Hawar Kilis có dân số 438.